# Eriogonum pauciflorum
Eriogonum pauciflorum là một loài thực vật có hoa trong họ Rau răm. Loài này được Pursh mô tả khoa học đầu tiên năm 1813.